# Nick DePuy
Nick DePuy (Irvine, 14 novembre 1994) è un calciatore statunitense, centrocampista svincolato.

## Carriera
Nick De Puy viene selezionato al SuperDraft 2017 dal Montréal Impact durante il primo round come diciannovesima scelta. Il 4 marzo successivo esordisce in MLS subentrando a cinque minuti dalla fine della partita contro il S.J. Earthquakes. Successivamente viene girato in prestito prima alla squadra satellite degli Impact, l'Ottawa Fury militante nella USL, e poi l'anno successivo al Fremad Amager, club danese militante nella serie cadetta danese. Di ritorno dall'esperienza europea, il 16 agosto 2018 non gli viene rinnovato il contratto e rimane senza squadra.
L'anno successivo, nel mese di marzo, si accasa al Ventura County, con il quale gioca 26 partite e realizza due reti nell'arco della stagione, venendo convocato in alcune sporadiche occasioni in prima squadra. L'anno successivo viene aggregato alla prima squadra con i quali disputa 16 partite, tutte da titolare.
Il 5 gennaio 2023 viene scambiato e ceduto al Nashville.

## Statistiche

### Presenze e reti nei club
Statistiche aggiornate al 5 gennaio 2023.
| Stagione         | Squadra          | Campionato       | Campionato | Campionato | Coppe nazionali | Coppe nazionali | Coppe nazionali | Coppe continentali | Coppe continentali | Coppe continentali | Altre coppe | Altre coppe | Altre coppe | Totale | Totale |
| Stagione         | Squadra          | Comp             | Pres       | Reti       | Comp            | Pres            | Reti            | Comp               | Pres               | Reti               | Comp        | Pres        | Reti        | Pres   | Reti   |
| ---------------- | ---------------- | ---------------- | ---------- | ---------- | --------------- | --------------- | --------------- | ------------------ | ------------------ | ------------------ | ----------- | ----------- | ----------- | ------ | ------ |
| 2017             | Montréal Impact  | MLS              | 5          | 0          | CC              | 1               | 0               |                    | -                  | -                  |             | -           | -           | 6      | 0      |
| 2017             | Ottawa Fury      | USL              | 8          | 2          |                 | -               | -               |                    | -                  | -                  |             | -           | -           | 8      | 2      |
| 2018             | Fremad Amager    | 1.D              | 6          | 0          |                 | -               | -               |                    | -                  | -                  |             | -           | -           | 6      | 0      |
| 2019             | Ventura County   | USLC             | 26         | 2          |                 | -               | -               |                    | -                  | -                  |             | -           | -           | 26     | 2      |
| 2020             | LA Galaxy        | MLS              | 16         | 0          |                 | -               | -               |                    | -                  | -                  |             | -           | -           | 16     | 0      |
| 2021             | LA Galaxy        | MLS              | 25         | 0          |                 | -               | -               |                    | -                  | -                  |             | -           | -           | 25     | 0      |
| 2022             | LA Galaxy        | MLS              | 18         | 0          | USOC            | 4               | 0               |                    | -                  | -                  |             | -           | -           | 22     | 0      |
| Totale LA Galaxy | Totale LA Galaxy | Totale LA Galaxy | 59         | 0          |                 | 4               | 0               |                    | -                  |                    | -           | -           | -           | 63     | 0      |
| 2023             | Nashville        | MLS              | -          | -          | USOC            | -               | -               |                    | -                  | -                  |             | -           | -           | -      | -      |
| Totale carriera  | Totale carriera  | Totale carriera  | 104        | 4          |                 | 5               | 0               |                    | -                  |                    | -           | -           | -           | 109    | 4      |